# Jieyang

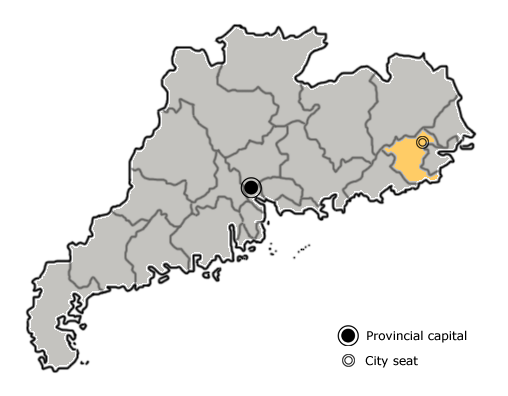
Lage Jieyangs in Guangdong

Jieyang (chinesisch 揭陽市 / 揭阳市, Pinyin Jiēyáng Shì) ist eine bezirksfreie Stadt in der Volksrepublik China. Sie liegt in der südchinesischen Provinz Guangdong, hat eine Fläche von 5.266 km² und 5.577.814 Einwohner (Stand: Zensus 2020). Im eigentlichen städtischen Siedlungsgebiet von Jieyang leben 1,23 Millionen Menschen (Zensus 2010). 

## Administrative Gliederung

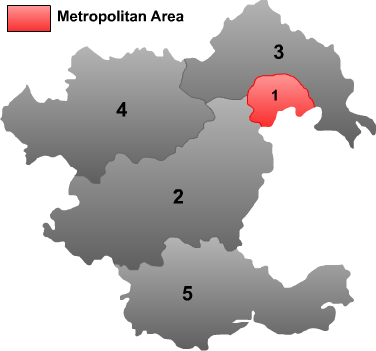
Administrative Gliederung der bezirksfreien Stadt Jieyang

Jieyang setzt sich aus zwei Stadtbezirken, einer kreisfreien Stadt und zwei Kreisen zusammen:
- (1) Stadtbezirk Rongcheng (榕城区), 497,2 km², 931.868 Einwohner (2020);
- (2) Stadt Puning (普宁市), 1.620 km², 1.998.619 Einwohner (2020);
- (3) Stadtbezirk Jiedong (揭东区), 533,8 km², 931.719 Einwohner (2020);
- (4) Kreis Jiexi (揭西县), 1.364 km², 674.829 Einwohner (2020), Hauptort: Straßenviertel Hepo (河婆街道);
- (5) Kreis Huilai (惠来县), 1.251 km², 1.040.779 Einwohner (2020), Hauptort: Großgemeinde Huicheng (惠城镇).

Koordinaten: 23° 32′ N, 116° 20′ O